# Marcus Cleverly
Marcus Cleverly (Hillerød, 15 de junio de 1981) es un jugador de balonmano danés que juega de portero en el IFK Ystad HK. Fue un componente de la  Selección de balonmano de Dinamarca.
Con la selección logró la medalla de oro en el Campeonato Europeo de Balonmano Masculino de 2012.

## Palmarés

### Vive Kielce
- Liga polaca de balonmano (2): 2010, 2012
- Copa de Polonia de balonmano (3): 2010,  2011, 2012

### KIF København
- Liga danesa de balonmano (1): 2014

## Clubes
- Nordjæslland HB (2001-2003)
- FC Copenhague HB (2003-2004)
- TSG Ossweil (2004-2005)
- TV Emsdetten (2005-2009)
- KS Kielce Vive Targi Kielce (2009-2013)
- Lugi HF (2013)
- HSV Hamburg (2013-2014)
- KIF København (2014-2018)
- IFK Ystad HK (2018- )